# You Can Leave Your Hat On
You Can Leave Your Hat On är en låt skriven av Randy Newman, vars egen version utgavs på albumet Sail Away 1972. Två år senare spelades låten in som singel av Etta James, men varken hennes eller Newmans originalinspelning blev så uppmärksammade. Det skulle dröja fram till 1986 innan låten blev en verklig hitsingel då Joe Cocker spelade in den till sitt album Cocker. Den nådde nu listplacering i några europeiska länder och plats 35 på Billboard Mainstream Rock Songs. Låten togs samma år även med på soundtracket till filmen 9½ Weeks där den används i en ekivok scen mellan Kim Basinger och Mickey Rourke. 1997 spelade Tom Jones in låten till filmen Allt eller inget.